# 孑民纪念堂
孑民纪念堂，位于北京市东城区北河沿大街83号，是1947年国立北京大学为纪念蔡元培（号“孑民”）而建的纪念堂。

## 简介
孑民纪念堂，简称“孑民堂”，位于北河沿大街83号西侧南端大院内，西边靠近沙滩北街，南边依北京大学红楼。该建筑是国立北京大学于1947年为纪念蔡元培而建。此地原是清朝乾隆时期的大学士傅恒宅第，该宅面积广阔，建筑壮美，在京城宅第中首屈一指。清朝末年，其裔孙松椿承袭公爵，该府遂称“松公府”。中华民国初年，此宅归属北京大学。蔡元培逝世后，此宅西部的一组内院改为“孑民纪念堂”。
孑民纪念堂共有两进院落，坐北朝南。最南端是一殿一卷式垂花门。院内有北房五间，带有前后廊，前面有月台三面出阶，北房为硬山顶灰筒瓦过垄脊屋面，室内是井口天花，两侧各有耳房一间。东、西厢房各为三间，院落周围有围廊，廊子上设有倒挂楣子，廊子下面带坐凳栏杆。后院有后堂七间，东侧有耳房一间，东西围廊设有坐凳栏杆，两边廊内各设有屏门四扇。
孑民纪念堂院落保存完好，1995年10月20日被公布为北京市文物保护单位。中华人民共和国初期，孑民纪念堂划归中共中央宣传部作为办公用房。文化大革命之后，改归中华人民共和国文化部使用。后来由机关单位中心使用。